# Jean-Christophe
Jean-Christophe (Juan Cristóbal) es una novela en diez volúmenes de Romain Rolland publicada entre 1904 y 1912. Gracias principalmente a ella, el autor recibió el Premio Nobel de literatura de 1915.
Fue publicada en París con el título Jean-Christophe: la fin du voyage en los Cahiers de la quinzaine.

## Trama
Jean-Christophe Krafft es un músico alemán. Este héroe, que personifica la esperanza de una humanidad reconciliada, en particular, mostrando la complementariedad entre Francia y Alemania, también es un héroe romántico como el Werther de Goethe, donde la imagen de Beethoven aparece en filigrana. La vida del héroe se transforma así en la búsqueda de una sabiduría: debe pasar por una serie de pruebas, los "círculos del Infierno", controlar sus pasiones, antes de dominar su vida y alcanzar a la Armonía, que es coincidencia con el ritmo de la Vida universal.

## Partes
- L'Aube' (El alba)
- Le Matin (La mañana)
- L'Adolescent (El adolescente)
- La Révolte (La rebelión)
- La Foire sur la place (La feria en la plaza)
- Antoinette
- Dans la maison (En la mansión)
- Les Amies (Las amigas)
- Le Buisson ardent (La zarza ardiente)
- La Nouvelle Journée (El nuevo día)

## Versiones
Francés:
- Jean Christophe Librairie Générale Française, 1961, 500 pág. ISBN 2-253-01238-6

Español:
- Juan Cristóbal Ediciones Huracán, Ciudad de La Habana, Cuba, 2001, 1120 pág. ISBN 959-254-033-0a
- Juan Cristóbal - Ediciones Literarias  (Diez tomos)- Librería Hachette S.A. Buenos Aires 1944/1945